# Loredana und Kilian Bamert
Loredana und Kilian Bamert sind ein Schweizer Comedy-Paar. Bekannt wurden sie unter dem Künstlernamen Saturday and Sunday. 

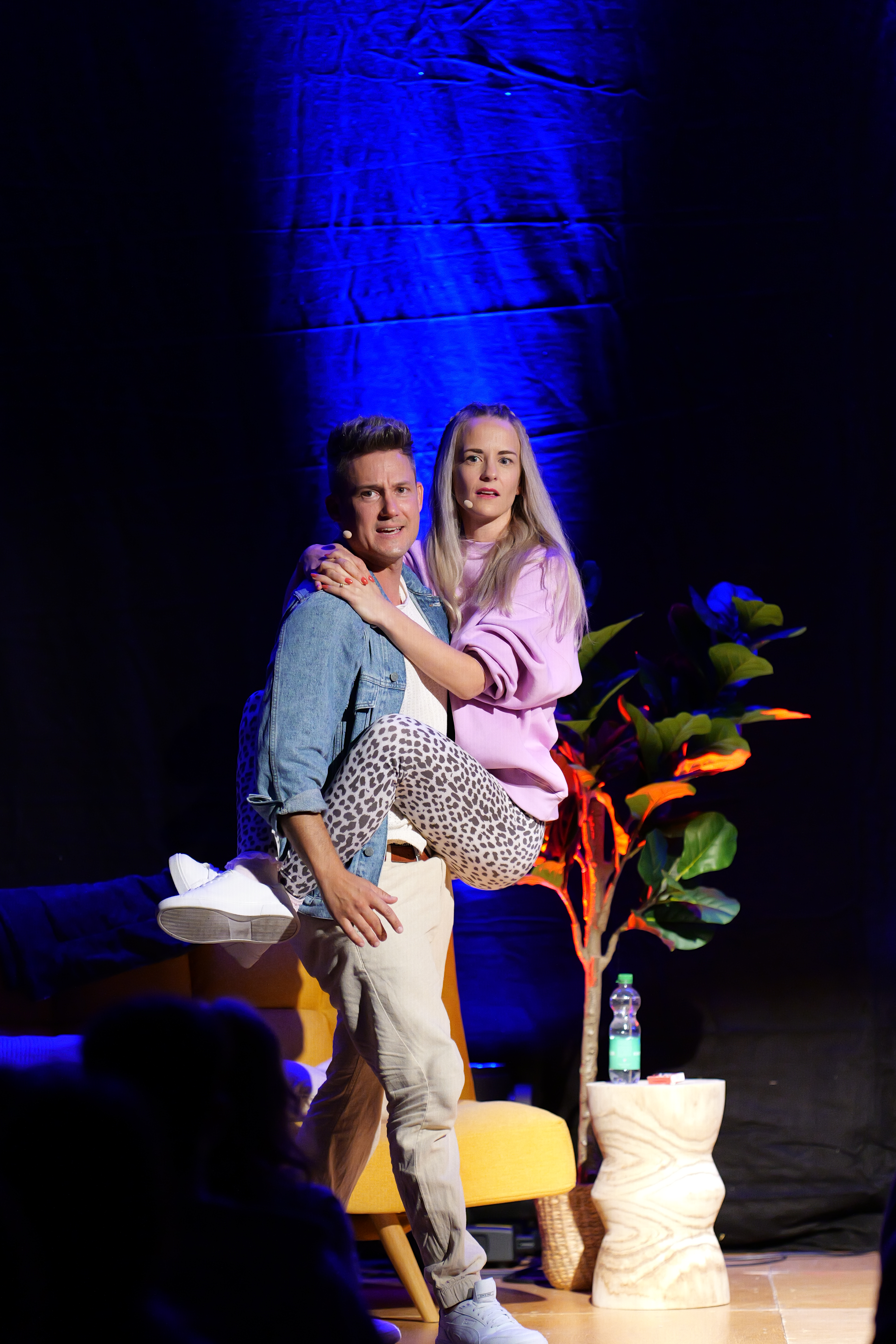
Loredana und Kilian an ihrer Comedy-Show 2025

Zu Beginn ihrer Social-Media-Karriere nahmen sie ihre Zuschauer mit auf ihren Reisen durch die ganze Welt. Heute sind sie bekannt für ihre humorvollen Kurzvideos, in denen sie Alltags- und Beziehungssituationen mit einem Augenzwinkern verarbeiten. Das Ehepaar tritt als Comedy-Paar auf der Bühne auf und produziert einen eigenen Podcast «Paartherapie by Saturday.and.Sunday», der für die Swiss Podcast Awards im Jahr 2024 nominiert wurde. Ausserdem betreiben sie seit 2017 eine Video- und Kommunikationsagentur.

## Leben und Werdegang
Loredana und Kilian Bamert wohnen in Buchs im Kanton St. Gallen. Sie begannen ihre Karriere als Content Creators auf sozialen Netzwerken und entwickelten sich innerhalb weniger Jahre zu einem der bekanntesten Social-Media-Duos der Schweiz. Ihre Inhalte konzentrieren sich vor allem auf komödiantische Darstellungen des Beziehungsalltags.
Die Videos, die sie unter dem gemeinsamen Namen Saturday and Sunday veröffentlichen, finden auf verschiedenen Plattformen ein Millionenpublikum. Sie verfügen über mehr als 1,5 Millionen Abonnenten auf YouTube und TikTok sowie über 300'000 Follower auf Instagram.

## Karriere

### Social Media
Seit Beginn ihrer Präsenz auf Social Media haben Loredana und Kilian Bamert einen Stil entwickelt, der persönliche Erfahrungen und humoristische Überzeichnung kombiniert. Ihre Inhalte beschäftigen sich mit klassischen Beziehungsthemen und Rollenbildern und zielen auf ein breites Publikum. Die starke Reichweite auf mehreren Plattformen machte sie zu gefragten Werbepartnern und medial präsenten Persönlichkeiten. Sie haben einen Podcast, der den Namen "Paartherapie by Saturday.and.Sunday." trägt.

### Comedyshow
2025 präsentierten sie erstmals ihre eigene Comedy-Show unter dem Titel „Warum ist er/sie so?“, mit der sie live vor Publikum auftreten. Das erste Tourjahr war innert 5 Minuten ausverkauft. Am 2. April fand ihre Premiere im Casinotheater in Winterthur statt. SRF berichtete über die erste Show. Das Bühnenprogramm greift typische Paar-Dynamiken auf und wurde von den Medien als humorvoller Beitrag zur modernen Beziehungskommunikation beschrieben. Gemäss SRF erhielt das Comedy-Paar vom Erfolgscomedian Kaya Yanar Unterstützung, welcher als Mentor zur Seite stand.

### Moderation
Neben ihrer Online-Präsenz sind Loredana und Kilian auch im klassischen Medienbereich aktiv. Im Jahr 2024 moderierte das Paar den Swiss Wedding Award. Im Jahr 2018 wurden sie vom Schweizer Fernsehen SRF eingeladen, im Rahmen eines Creator-Takeovers eine Woche lang die Sendung „Glanz & Gloria“ zu moderieren. Im Zuge dessen wurden sie für die Glorys, eine Auszeichnung des Schweizer Fernsehens, nominiert.

## Unternehmensgründung
Im November 2017 gründeten die beiden die Video- und Kommunikationsagentur Corporate Storyteller GmbH, mit der sie Unternehmen bei der Entwicklung von Videokampagnen, Storytelling und Social-Media-Präsenz unterstützen.

## Medienresonanz
Loredana und Kilian Bamert wurden in zahlreichen Schweizer Medien porträtiert, darunter 20 Minuten, Blick, SRF, Bluewin, Luzerner Zeitung, St. Galler Tagblatt, WundO, Persoenlich.com, Tele M1 und weitere. Die Berichterstattung würdigt ihre Vielseitigkeit als digitale Geschichtenerzähler, Bühnenkünstler und Unternehmensgründer.